# Adelaide del Vasto
Adelaide Incisa del Vasto (em italiano: Adelasia, em francês: Azalaïs; c. 1076 — 16 de abril de 1118) foi a terceira esposa de Rogério I da Sicília e a mãe de Rogério II da Sicília, bem como rainha consorte de Jerusalém devido ao seu casamento com o primeiro monarca deste reino, Balduíno I.

## Família
Adelaide era a filha de Manfredo del Vasto e de sua esposa de nome desconhecido. Mais tarde, com a morte de seu pai, foi criada pelo irmão deste, Bonifácio del Vasto e por sua esposa, Inês de Vermandois.
Assim a família paterna descendia dos marqueses de Monferrato. Os seus irmãos fundaram as linhagens dos marqueses de Saluzzo, Busca, Lancia, Ceva e Savona.

## Biografia
Adelaide tornou-se a terceira esposa de Rogério I da Sicília em 1087, enquanto que a sua irmã de nome desconhecido se casou com o filho ilegítimo deste, Jordão de Altavila. Rogério morreu em 1101 e Adelaide serviu como regente da Sicília para os seus jovens filhos Simão de Altavila e Rogério II da Sicília. Durante este tempo, o emir Cristódulo de Palermo tornou-se proeminente na corte e esta cidade foi escolhida como capital do domínio insular. Através da influência de Adelaide ou sob a sua regência, foram concedidos os domínios de Paternò e Butera ao seu irmão Henrique del Vasto.

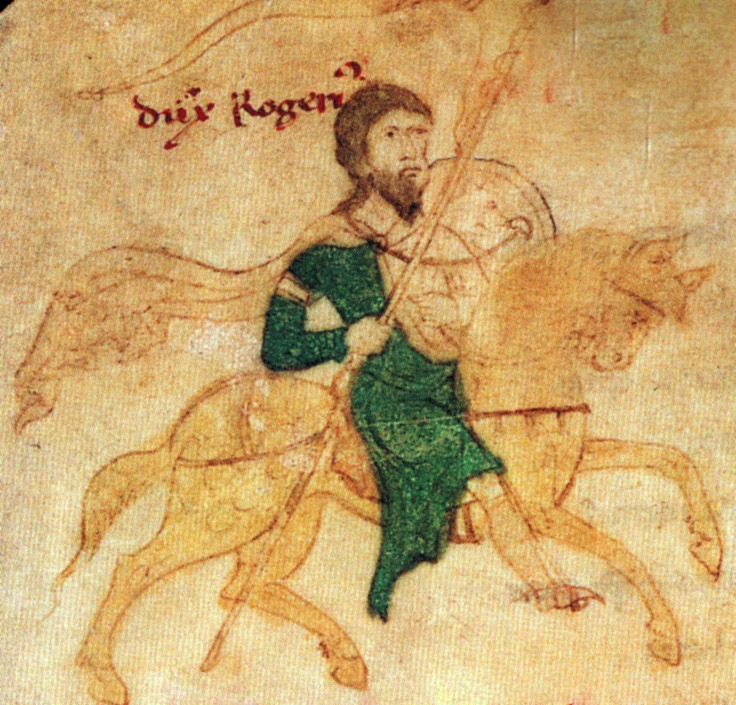
Rogério II da Sicília, filho de Adelaide e primeiro rei da Sicília (Liber ad honorem Augusti de Petrus de Ebulo, 1196)

Balduíno I de Edessa casara-se com uma nobre arménia tradicionalmente chamada pelos historiadores de Arda da Arménia, depois da morte de Godehilde, a sua primeira esposa, durante a Primeira Cruzada. Esta segunda união foi útil para o governo da população arménia do Condado de Edessa, mas quando este sucedeu ao irmão Godofredo de Bulhão no Reino de Jerusalém em 1100 Arda perdeu a utilidade política e foi obrigada a entrar para um convento em c.1105.
Em 1112 o rei procurava um novo matrimônio. Arnulfo de Rohes, o patriarca latino de Jerusalém, teria sugerido a união com Adelaide, uma vez que o seu filho Rogério II já tinha idade para governar a Sicília sem regente. Balduíno enviou embaixadores ao condado insular e concordou, talvez irrefletidamente, com os termos de Adelaide: se tivessem um filho, este herdaria Jerusalém, caso contrário o reino passaria para Rogério II. Além disso, a nova rainha trouxe uma generosa quantia de dinheiro que Balduíno precisava, alguns arqueiros muçulmanos, e o apoio e soldados sicilianos.
Talvez também por causa da idade já avançada de Adelaide, não houve herdeiros. Ao mesmo tempo Balduíno foi acusado de bigamia, uma vez que a legítima esposa Arda, ainda estava viva, e o patriarca Arnulfo foi afastado. O papa Pascoal II concordou em repô-lo no patriarcado em 1116, com a condição de que o casamento fosse anulado. O rei concordou, depois de adoecer pelo que pensava ser um castigo pelo seu pecado, e em 1117 o casamento foi anulado em São João de Acre.
Adelaide voltou para a Sicília e morreu a 16 de Abril de 1118, sendo sepultada na catedral de Patti. Rogério II não perdoou o tratamento a que a sua mãe fora sujeita e quase trinta anos depois recusou os pedidos de ajuda dos estados cruzados durante a Segunda Cruzada.